# 3428 Робертс
3428 Робертс (3428 Roberts) — астероїд головного поясу, відкритий 1 травня 1952 року.
Тіссеранів параметр щодо Юпітера — 3,348.